# Alagille-Syndrom
Das Alagille-Syndrom (ALGS; auch Alagille-Watson-Syndrom oder arteriohepatische Dysplasie) ist eine sehr seltene Erbkrankheit, die autosomal-dominant vererbt wird. Die Häufigkeit der Erkrankung ist nicht genau bekannt. Sie wird auf 1: 70.000 bis 1:100.000 geschätzt.

## Ursache und Krankheitsentstehung
Der Erbgang ist autosomal-dominant. Die Penetranz liegt bei 100 %, die Expressivität oder der Phänotyp ist dagegen sehr variabel. Es werden zwei Unterformen beschrieben, eine Mutation des Genorts Chromosom 20p12.2 im JAG1-Gen (ALGS1) oder eine Mutation des Genorts Chromosom 1p13-p11 im NOTCH2-Gen (ALGS2). Die Rate der Neumutationen wird auf über 50 % geschätzt.

## Klinisches Erscheinungsbild
Das Syndrom ist gekennzeichnet durch
- Gallenstauung (Cholestase) mit im Vordergrund stehender Gelbsucht der Neugeborenen, dies wird bedingt durch Rarefizierung der Gallenwege bis hin zur kompletten Gallengangatresie in einigen Fällen
- typische Auffälligkeiten des Gesichts (breite Stirn, tiefliegende Augen, Hypertelorismus, schmales Kinn) und des Skeletts (Schmetterlingswirbel, kurze distale Phalangen, Klinodaktylie, verkürzte Elle)
- Erkrankungen des Auges und des Sehnerven (Embryotoxon, Drusen am Nervus opticus),
- Herzerkrankungen (Pulmonalarterienstenosen und andere Herzvitien).[3]

## Behandlung
Die Behandlung erfolgt symptomatisch, in schweren Fällen ist eine Lebertransplantation erforderlich.

## Geschichte
Der Erstbeschreiber Daniel Alagille (1925–2005) war Franzose und Professor für Pädiatrie an der Universität Paris-Sud.